# Volley Masters Montreux 2004
XVI Volley Masters Montreux kobiet odbył się w 2004 roku w Montreux w Szwajcarii. W turnieju wystartowało 8 reprezentacji. Mistrzem po raz pierwszy została reprezentacja Włoch.

## Klasyfikacja końcowa
| Miejsce | Reprezentacja     |
| ------- | ----------------- |
|         | Włochy            |
|         | Stany Zjednoczone |
|         | Chiny             |
| 4.      | Kuba              |
| 5.      | Niemcy            |
| 6.      | Rosja             |
| 7.      | Polska            |
| 7.      | Japonia           |